# Schloss Neudorf (Eule)

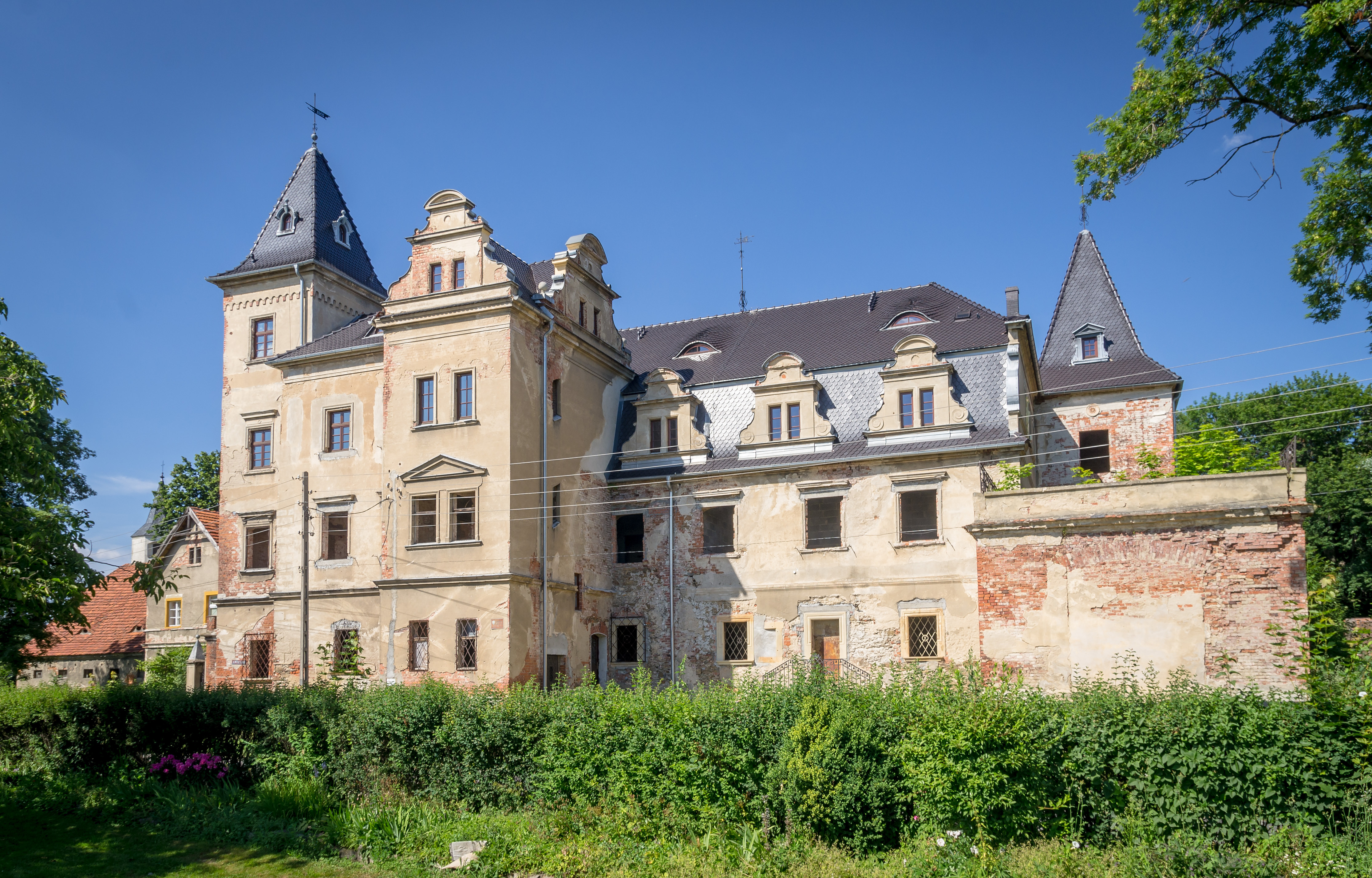
Schloss Neudorf

Schloss Neudorf (polnisch Pałac w Nowiźnie) ist ein restauriertes Schloss in Nowizna (Neudorf/Eule) in der polnischen Woiwodschaft Niederschlesien.

## Geschichte
Im 16. Jahrhundert gehörte Neudorf den von Schellendorf, die 1565 ein erstes Schloss errichten ließen. Im 18. und 19. Jahrhundert waren die von Czettritz, Gellhorn und Stolberg-Wernigerode Besitzer des Schlosses. Unter Wilhelm Graf von Perponcher-Sedlnitzky wurden neue neogotische Wirtschaftsbauten errichtet. Alexander Graf von Perponcher-Sedlnitzky setzte den Ausbau Anfang des 20. Jahrhunderts fort.
Ende des Zweiten Weltkriegs war das Schloss Auslagerungsort für Breslauer Bibliotheksbestände, die aber bei der Besetzung des Schlosses durch die Rote Armee zerstört wurden. Das ausgeplünderte Schloss wurde zu Wohnzwecken weiterverwendet und verfiel. Das nunmehr in privatem Besitz befindliche Schloss ist heute sorgfältig restauriert.

## Bauwerk
Das im 19.–20. Jahrhundert erweiterte Schloss hat drei Turmanbauten um das Kerngebäude herum und einen turmartigen Risalit. Seitlich entstand ein flach gedeckter Anbau. Im Inneren blieben Gewölberäume des 16. Jahrhunderts erhalten.